# Fried Berning
Gisbert Wilhelms Friedrich (Fried) Berning (Nijmegen, 31 oktober 1893 - Baarn, 15 mei 1962) was een Nederlands architect.
Gisbert was de zoon van Frederick Berning en Eva Anna Henriette Singendonk. Hij had negen broers en zussen en huwde op 23 december 1918 met Maria Catharina Petronella Wilhelmina (Rie) Hinse (Amsterdam, 28 oktober 1893 - Hilversum, 10 maart 1941). Ze kregen samen een zoon Gijsbert Wilhelm Friedrich Berning. Hij werd begraven op de Nieuwe algemene begraafplaats Baarn.
Na de Rijksopleidings-instituut voor Teekenleraren Amsterdam werkte hij van 1923 - 1933 in atelier De Spanning aan de Kwelkade in Tiel. Hierna werkte hij van 1933 tot 1936 in Rusland en vestigde zich in 1936 aan de Ferdinand Huycklaan 59 in Baarn. Friedrich werkte in de stijl van de Amsterdamse school. Hij ontwierp schalen en meubels. In 1928 ontwierp hij met bouwkundig tekenares Nel van Emmerik een wieg in opdracht van Catharina Elisabeth van Hall en Rienks Post.